# 망운초등학교
망운초등학교는 대한민국 전라남도 무안군 망운면 목동리에 있는 초등학교다.

## 학교 연혁
- 1920년 9월 12일 망운공립보통학교 개교(설립인가 8월 31일)
- 1938년 4월 1일 망운북공립심상소학교로 개칭
- 1941년 4월 1일 망운북공립국민학교로 개칭
- 1950년 4월 1일 망운국민학교로 개칭
- 1981년 3월 5일 병설유치원 개원
- 1996년 3월 1일 망운초등학교 개칭
- 1997년 3월 1일 망운서초등학교 통폐합
- 2001년 3월 1일 탄도분교장 통폐합
- 2018년 3월 1일 제29대 최상두 교장 부임
- 2019년 2월 15일 제98회 졸업(졸업생 총 6,833명)

## 학교 상징
- 교화 - 목련 : 우아, 품위, 착한 심성
- 교목 - 향나무 : 변함없는 푸른기상
- 교색 - 녹색 : 차분한 생각, 알찬 실력

## 참고 자료
- 망운초등학교 - 한국교육학술정보원 학교알리미